# Cyrtinus hubbardi
Cyrtinus hubbardi es una especie de escarabajo longicornio del género Cyrtinus, tribu Cyrtinini, orden Coleoptera. Fue descrita científicamente por Fisher en 1926.

## Descripción
Mide 2-2,8 milímetros de longitud.

## Distribución
Se distribuye por Guadalupe, Martinica y Montserrat.